# Сосенка (приток Жиздры)

Сосенка — река в России, протекает в Козельском районе Калужской области. Правый приток Жиздры.

## География
Река Сосенка берёт начало в районе железнодорожной станции Шепелево. Течёт на запад. Устье реки находится около деревни Дешовки в 63 км по правому берегу реки Жиздра. Длина реки составляет 20 км, площадь водосборного бассейна — 78,8 км².

## Данные водного реестра
По данным государственного водного реестра России относится к Окскому бассейновому округу, водохозяйственный участок реки — Ока от города Белёв до города Калуга, без рек Упа и Угра, речной подбассейн реки — бассейны притоков Оки до впадения Мокши. Речной бассейн реки — Ока.
По данным геоинформационной системы водохозяйственного районирования территории РФ, подготовленной Федеральным агентством водных ресурсов:
- Код водного объекта в государственном водном реестре — 09010100512110000020223
- Код по гидрологической изученности (ГИ) — 110002022
- Код бассейна — 09.01.01.005
- Номер тома по ГИ — 10
- Выпуск по ГИ — 0